# Suliana Manley
 (octobre 2021).
Pour les articles homonymes, voir Manley.
Suliana Manley (née en 1975) est une biophysicienne américaine. Ses recherches portent sur le développement d'instruments optiques à haute résolution et leur application à l'étude de l'organisation et de la dynamique des protéines. Elle est professeure associée à l'École polytechnique fédérale de Lausanne et dirige le Laboratoire de Biophysique Expérimentale,.

## Carrière
Suliana Manley étudie la physique et les mathématiques à l'université Rice, où elle obtient une licence (cum laude) en 1997. Elle a rejoint l'université de Harvard et obtient en 2004 un doctorat en physique sous la direction de Dave A. Weitz,. Elle travaille ensuite comme chercheuse postdoctorale sur la dynamique des bicouches lipidiques et des membranes des globules rouges avec Alice P. Gast au MIT. En 2006, elle rejoint le laboratoire de biologie cellulaire de Jennifer Lippincott-Schwartz aux National Institutes of Health en tant que boursière post-doctorale. Elle y développe une méthode optique (sptPALM) permettant l'étude de la dynamique de grands ensembles de protéines uniques dans les membranes et à l'intérieur des cellules,.
En 2009, elle devient professeure assistante de physique à l'École Polytechnique Fédérale de Lausanne, et a été promue professeure associée en 2016. Elle est la directrice fondatrice du Laboratoire de biophysique expérimentale,.

### Distinction
En 2019, Suliana Manley reçoit la médaille de l'innovation en microscopie optique de la Royal Microscopical Society. En 2020, elle a été élue membre de l'APS (American Physical Society).

## Recherche
Le groupe de recherche de Suliana Manley est investi dans le domaine des instruments optiques à haute résolution et dans l'étude des systèmes biologiques complexes. Ils développent et déploient des techniques automatisées d'imagerie de fluorescence à super-résolution combinées à l'imagerie de cellules vivantes et au suivi de molécules uniques. Leur objectif est de déterminer à la fois la dynamique et la distribution spatiale de l'assemblage des protéines. Ils s'intéressent également à la transduction de l'information à travers les membranes cellulaires et étudient donc la dynamique d'assemblage des récepteurs liés aux membranes,,.
Leurs principaux sujets de recherche sont les suivants:
- Des microscopies de localisation de molécules uniques (SMLM) à haut débit et à grand champ de vision par l'application d'une matrice de microlentilles (MLA) basée sur une épi-illumination à champ plat[13],[14],[15],
- Reconstruction de particules uniques 3D multicolores à partir d'images SMLM 2D multicolores[16],[7],
- TIRF à guide d'ondes pour le DNA-PAINT à haut débit pour une meilleure précision de la localisation de la cible et un échantillonnage continu de la cible[17],
- Étude des signatures physiques et physiologiques de la division et de la fusion des mitochondries[18].

## Publication
- Suliana Manley, Jennifer M. Gillette, George H. Patterson, Hari Shroff, Harald F. Hess, Eric Betzig et Jennifer Lippincott-Schwartz, « High-density mapping of single-molecule trajectories with photoactivated localization microscopy », Nature Methods, vol. 5, no 2,‎ 2008, p. 155–157 (PMID 18193054, DOI 10.1038/nmeth.1176, S2CID 1101468, lire en ligne)
- G. Shtengel, J. A. Galbraith, C. G. Galbraith, J. Lippincott-Schwartz, J. M. Gillette, S. Manley, R. Sougrat, C. M. Waterman, P. Kanchanawong, M. W. Davidson, R. D. Fetter et H. F. Hess, « Interferometric fluorescent super-resolution microscopy resolves 3D cellular ultrastructure », Proceedings of the National Academy of Sciences, vol. 106, no 9,‎ 2009, p. 3125–3130 (PMID 19202073, PMCID 2637278, DOI 10.1073/pnas.0813131106, Bibcode 2009PNAS..106.3125S)
- Gražvydas Lukinavičius, Keitaro Umezawa, Nicolas Olivier, Alf Honigmann, Guoying Yang, Tilman Plass, Veronika Mueller, Luc Reymond, Ivan R. Corrêa Jr, Zhen-Ge Luo, Carsten Schultz, Edward A. Lemke, Paul Heppenstall, Christian Eggeling, Suliana Manley et Kai Johnsson, « A near-infrared fluorophore for live-cell super-resolution microscopy of cellular proteins », Nature Chemistry, vol. 5, no 2,‎ 2013, p. 132–139 (PMID 23344448, DOI 10.1038/nchem.1546, Bibcode 2013NatCh...5..132L)
- Fedor V. Subach, George H. Patterson, Suliana Manley, Jennifer M. Gillette, Jennifer Lippincott-Schwartz et Vladislav V. Verkhusha, « Photoactivatable m Cherry for high-resolution two-color fluorescence microscopy », Nature Methods, vol. 6, no 2,‎ 2009, p. 153–159 (PMID 19169259, PMCID 2901231, DOI 10.1038/nmeth.1298)
- Luca Cipelletti, S. Manley, R. C. Ball et D. A. Weitz, « Universal Aging Features in the Restructuring of Fractal Colloidal Gels », Physical Review Letters, vol. 84, no 10,‎ 2000, p. 2275–2278 (PMID 11017262, DOI 10.1103/PhysRevLett.84.2275, Bibcode 2000PhRvL..84.2275C)
- Patterson, George, Michael Davidson, Suliana Manley, and Jennifer Lippincott-Schwartz. "Superresolution imaging using single-molecule localization." Annual review of physical chemistry 61 (2010): 345-367. Doi:10.1146/annurev.physchem.012809.103444
- Dylan T. Burnette, Suliana Manley, Prabuddha Sengupta, Rachid Sougrat, Michael W. Davidson, Bechara Kachar et Jennifer Lippincott-Schwartz, « A role for actin arcs in the leading-edge advance of migrating cells », Nature Cell Biology, vol. 13, no 4,‎ 2011, p. 371–382 (PMID 21423177, PMCID 3646481, DOI 10.1038/ncb2205, S2CID 8621546, lire en ligne)